# Puente Tähtiniemi
El Puente Tähtiniemi (en finés: Tähtiniemen silta; literalmente "Puente del Cabo Estrella") es un puente atirantado en Heinola, Finlandia. Se trata de una estructura de 924 metros (3.031 pies) de largo y el segundo puente más largo de Finlandia. Lleva a la carretera nacional finlandesa 4 (E75) a través del lago Ruotsalainen. El puente fue inaugurado en noviembre de 1993.